# Мадзонгве, Эдна
Эдна Мадзонгве (англ. Edna Madzongwe; род. 11 июля 1943, Зимбабве) — зимбабвийский политический и государственный деятель, председатель Сената (2005—2018).

## Биография
Родилась 11 июля 1943 года в семье Эноха и Мириам Гванзура.
30 ноября 2005 года Мадзонгве, занимавшая должность сенатора от города Чегуту, была избрана председателем Сената, став первой женщиной, занявшей эту должность. На парламентских выборах в марте 2008 года она была переизбрана на новый срок от своего округа, а партия Зимбабвийский африканский национальный союз — Патриотический фронт получила большинство мест в Сенате.
В декабре 2008 года стало известно о том, что Мадзонгве вступила в спор с пожилым белым фермером из Чегуту, претендуя на его собственность в рамках государственной политики перераспределения земель, принадлежащих белым фермерам, в пользу чернокожего населения. Дело было передано в суд африканских судей, учреждённый 15 странами регионального торгового блока Сообщество развития Юга Африки, однако, окончательные заседания проведены не были, что привело ситуацию к тупику. Кроме того, в 2003 году она была внесена в санкционный список США. 
После парламентских выборов в июле 2013 года Мадзонгве была переизбрана председателем Сената, а в сентябре 2018 года она покинула эту должность.